# 코모토 마사히로
고모토 마사히로(일본어: 甲本雅裕, 1965년 6월 26일 ~ )는 일본의 배우이다. 알파 에이전시 소속으로, 음악가 고모토 히로토는 친형이다.

## 인물
오카야마현 오카야마시 나카구에서 태어났다. 친가는 현재 폐업 상태인 세탁소를 경영했다. 검도 4단이다. 오카야마 시립 욱동 소학교, 오카야마 시립 히가시 중학교, 관서고등학교 전기학과, 교토 산업 대학 경영학부를 차례로 졸업하였다. 대학 졸업 후 직장 생활을 하지만, 2년 만에 은퇴하고 가지하라 젠의 권유를 받아 1989년에 도쿄 선샤인 보이즈에 들어가 여러 작품에 출연하였다. 또한, 드라마에서도 여러 조연을 맡아 출연하기 시작하였다.

## 출연 작품

### 영화
- 2016년 사다코 대 카야코
- 2016년 4월은 너의 거짓말
- 2017년 엄마의 레시피 - 히다 역
- 2017년 보더라인 - 엔도 하루오 역
- 2023년 퍼펙트 데이즈 - 술집 주인 역

### 드라마
- 2025년 주말여행의 비법 2 ~가족이란 가까이 있지만 먼 것~ - 야마오카 요시마사 역